# Aziatische Spelen 1966
De vijfde Aziatische Spelen werden gehouden in het Thaise Bangkok van 9 december tot 20 december 1966. Taiwan en Israël deden deze editie na de editie van 1958 weer mee, nadat in de editie van 1962 deze landen waren buitengesloten door organiserend land Indonesië. Een totaal van 2.500 atleten en organisatoren deden mee aan deze editie van de Spelen en waren afkomstig uit 18 verschillende landen, waarin volleybal voor vrouwen voor het eerst op het programma stond.
De officiële opening in het Suphachalasai stadion werd verricht door koning Rama IX.

## Sporten
| - Atletiek - Badminton - Basketbal - Boksen - Wielersport - Voetbal - Hockey | - Tennis - Volleybal - Gewichtheffen - Worstelen - Schietsport - Zwemmen - Tafeltennis |

## Medaillespiegel
| Medaillespiegel | Medaillespiegel | Medaillespiegel | Medaillespiegel | Medaillespiegel | Medaillespiegel |
| --------------- | --------------- | --------------- | --------------- | --------------- | --------------- |
| Rang            | Land            | gold            | silver          | Bronze          | Totaal          |
| 1               | Japan           | 78              | 53              | 33              | 164             |
| 2               | Zuid-Korea      | 12              | 18              | 21              | 51              |
| 3               | Thailand        | 12              | 14              | 11              | 37              |
| 4               | Maleisië        | 7               | 5               | 6               | 18              |
| 5               | India           | 7               | 4               | 11              | 22              |
| 6               | Indonesië       | 5               | 5               | 12              | 22              |
| 7               | Iran            | 6               | 8               | 17              | 31              |
| 8               | Taiwan          | 5               | 9               | 10              | 24              |
| 9               | Israël          | 3               | 5               | 3               | 11              |
| 10              | Filipijnen      | 2               | 15              | 25              | 42              |
| 11              | Pakistan        | 2               | 4               | 2               | 8               |
| 12              | Birma           | 1               | 0               | 4               | 5               |
| 13              | Singapore       | 0               | 5               | 7               | 12              |
| 14              | Vietnam         | 0               | 1               | 2               | 3               |
| 15              | Ceylon          | 0               | 0               | 4               | 4               |
| 16              | Hongkong        | 0               | 0               | 1               | 1               |
| Totaal          | Totaal          | 140             | 146             | 169             | 455             |

1951 ·
1954 ·
1958 ·
1962 ·
1966 ·
1970 ·
1974 ·
1978 ·
1982 · 
1986 · 
1990 · 
1994 · 
1998 · 
2002 · 
2006 · 
2010 · 
2014 · 
2018 · 
2022